# Кировская область

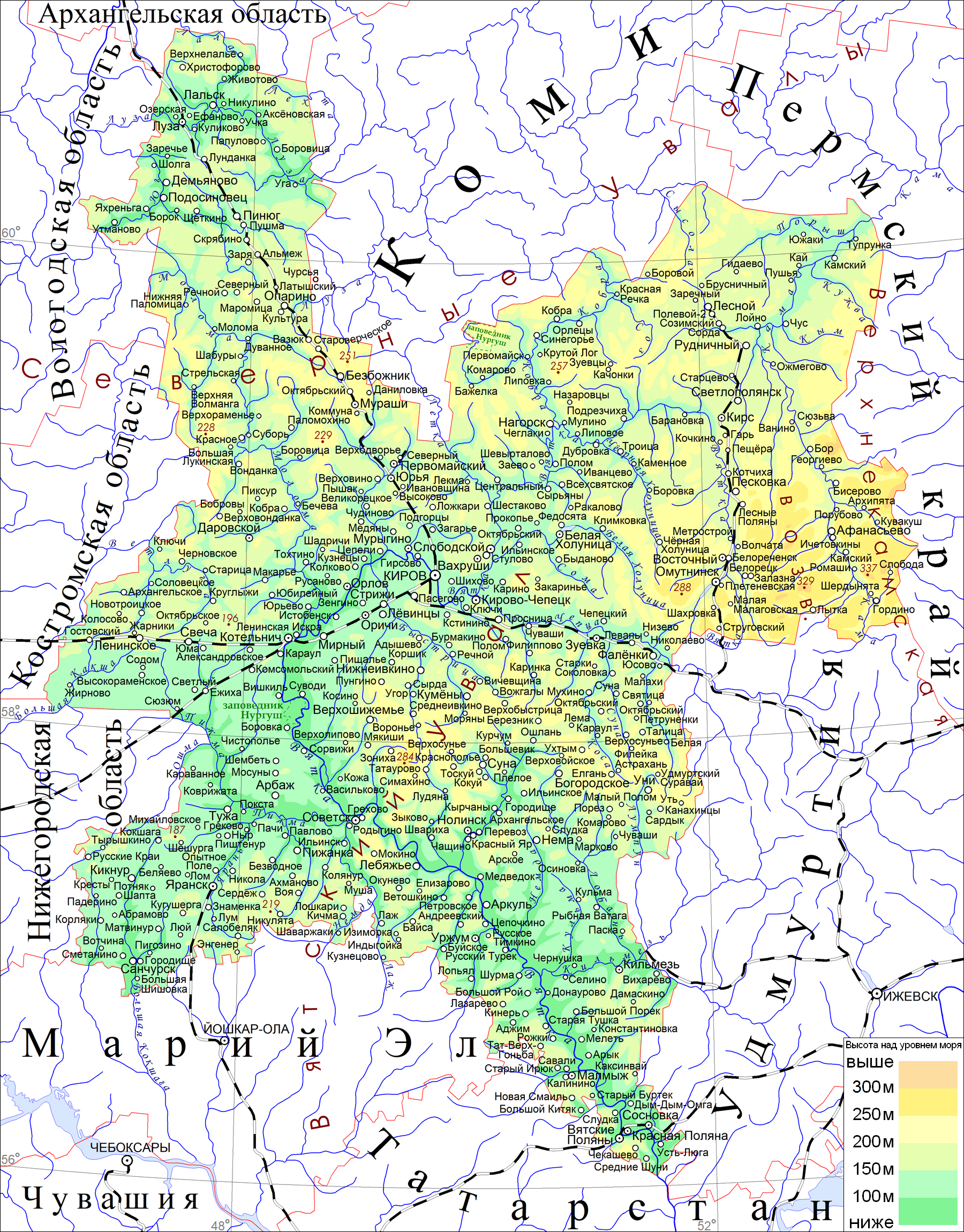
Физическая карта Кировской области

Ки́ровская о́бласть — субъект Российской Федерации. Входит в состав Приволжского федерального округа. Относится к Волго-Вятскому экономическому району.
Территория области составляет 120 374 км². Численность населения — 1 120 412 чел. (2025). Городское население — 
79,94 % (2022).
Административный центр — город Киров.
Другие крупные города Кировской области — Кирово-Чепецк, Слободской, Вятские Поляны, Котельнич, Омутнинск, Советск. Административное деление области включает 39 муниципальных районов и округов, а также пять городов областного подчинения и одно закрытое административно-территориальное образование федерального подчинения — Первомайский.
Кировская область граничит с девятью субъектами Российской Федерации (больше, чем любой другой субъект России): на востоке с Пермским краем и Удмуртией, на севере — с Республикой Коми и Архангельской областью, на западе — с Вологодской, Костромской и Нижегородской областями, на юге — с республиками Марий Эл и Татарстан.
Образована 7 декабря 1934 года как Кировский край путём разделения Горьковского края, а с 5 декабря 1936 года в соответствии с новой конституцией СССР — как Кировская область. Исторически области предшествовала Вятская губерния, образованная в 1780 году.

## Физико-географическая характеристика

### География

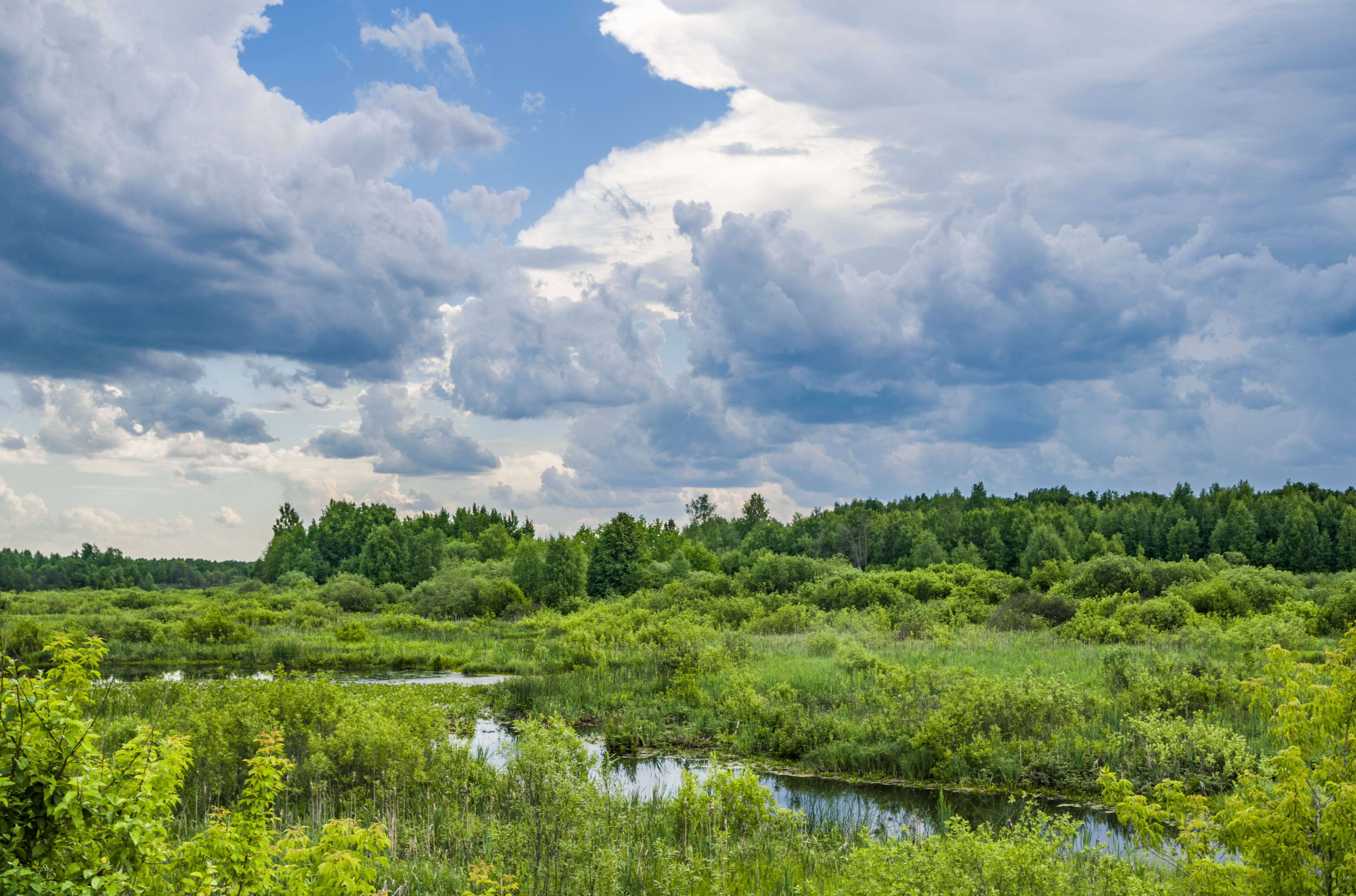
Гнездовая колония чёрной крачки у посёлка Коминтерновский

Кировская область, одна из крупнейших в Нечернозёмной зоне Российской Федерации, расположена на северо-востоке Русской равнины в центрально-восточной части Европейской России.
Простирается на 570 км c севера на юг от 56°03' с. ш. до 61°04' с. ш. и на 440 км с запада на восток от 46° в. д. до 53°9 в. д.
Площадь — 120 374 км².

### Рельеф
Рельеф области — всхолмлённый с общим наклоном поверхности с северо-востока на юго-запад. Разница абсолютных высот составляет 281 м (от 56 м до 337 м). В центральной части области расположены Вятские Увалы, на северо-востоке — Верхнекамская возвышенность, на севере — Северные Увалы.

### Гидрография

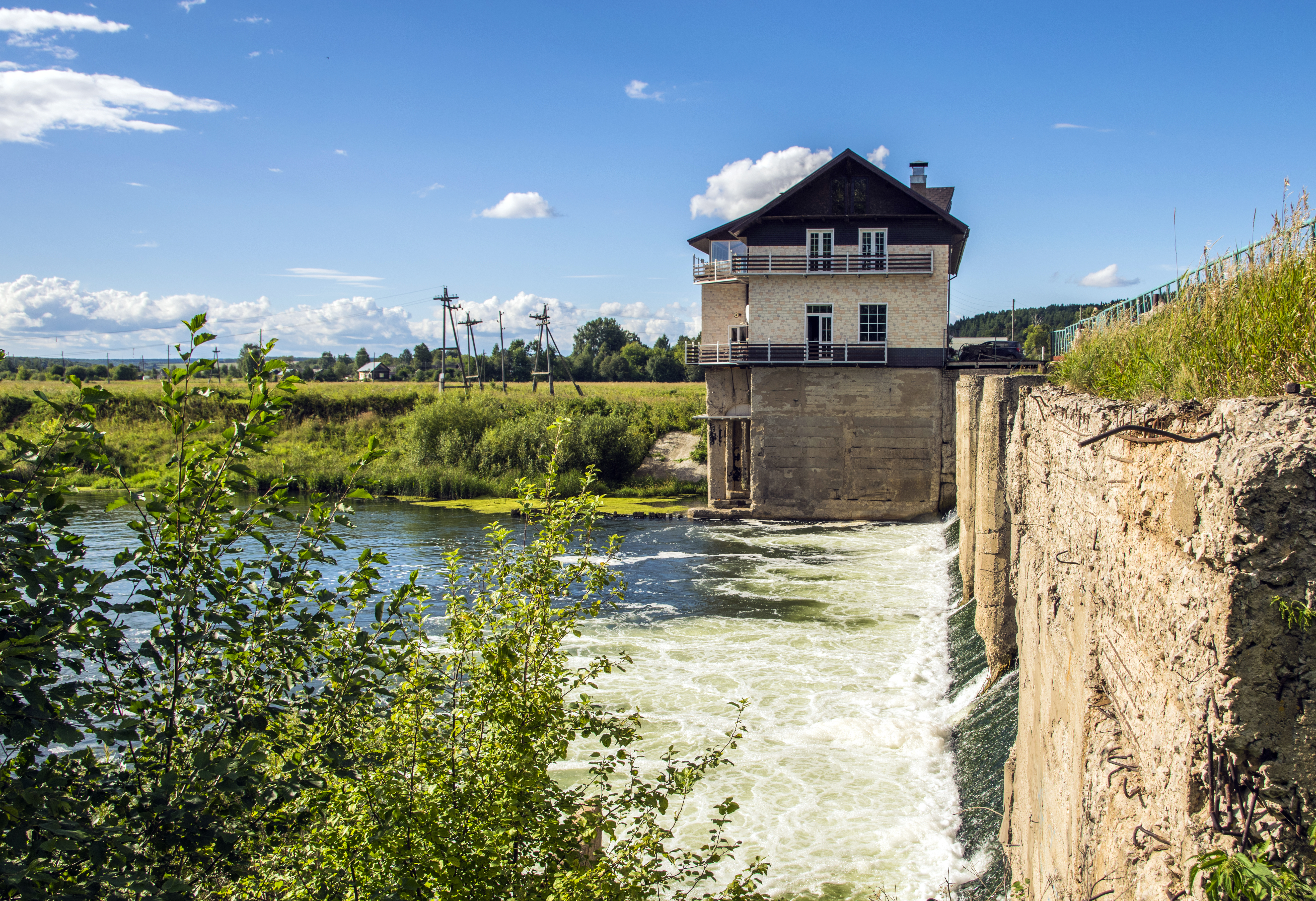
Река Воя в Нолинском районе Кировской области у бывшей ГЭС, август 2018 года
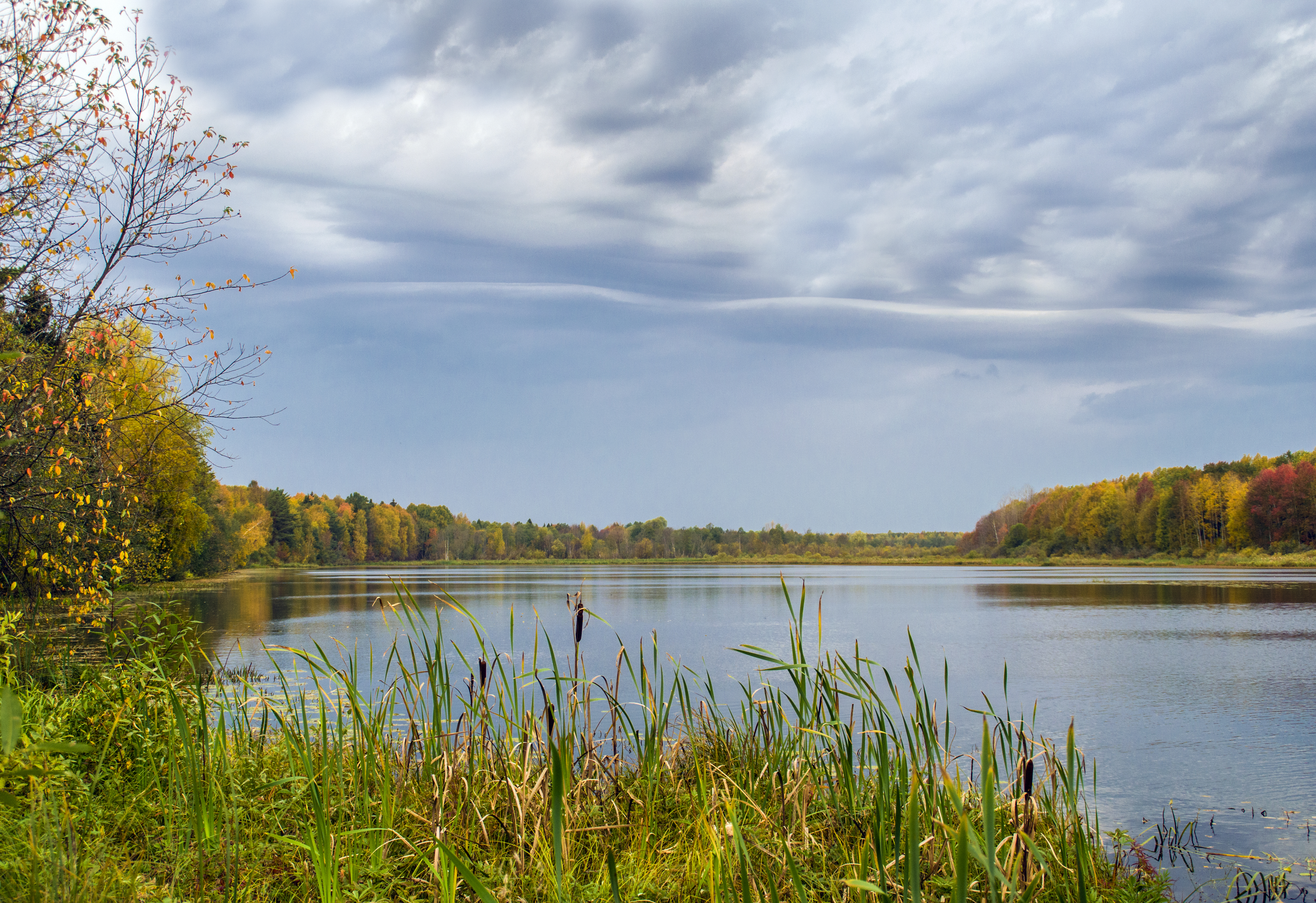
Озеро Келейное осенью, пойма левого берега реки Вятки
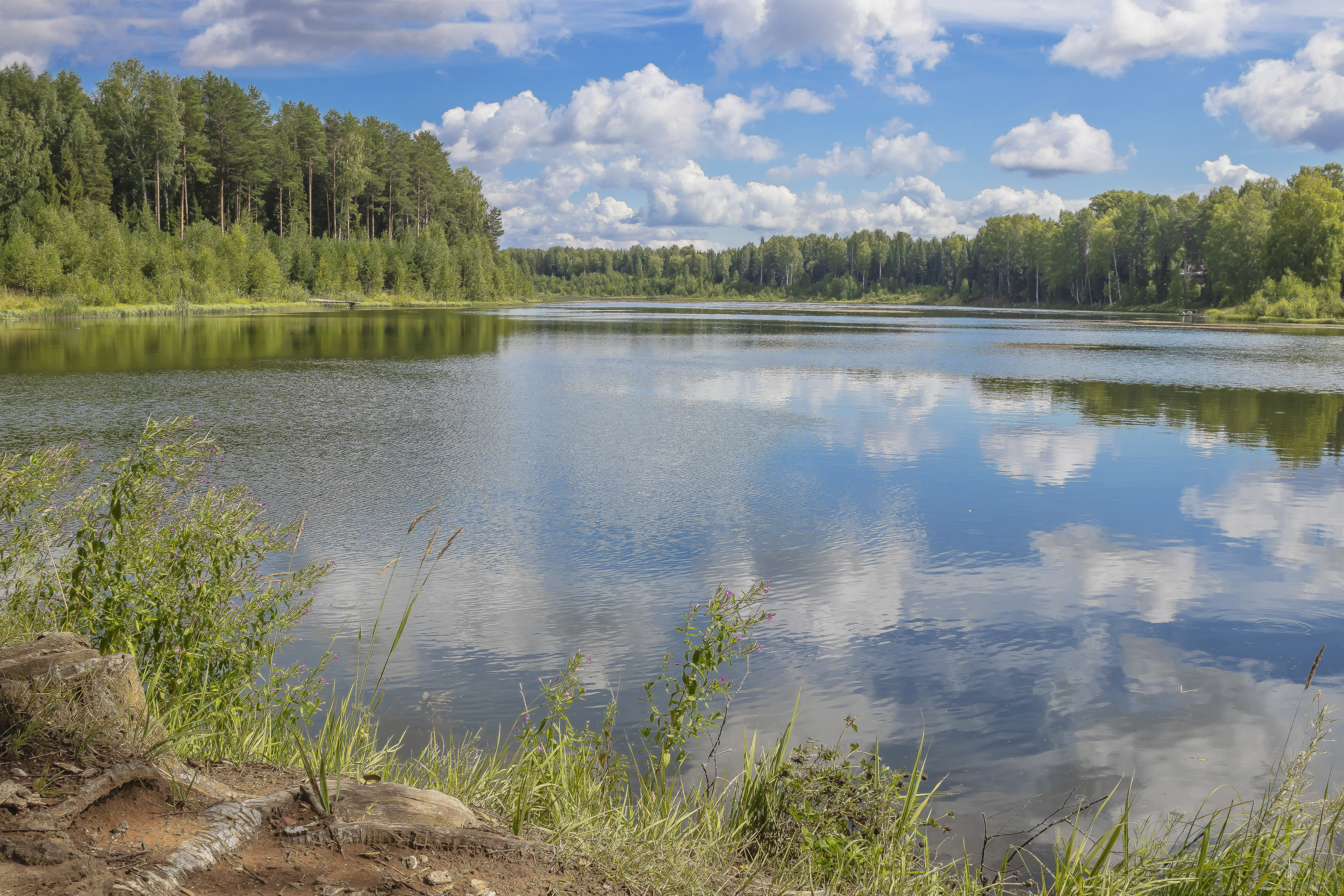
Алёнушкин пруд в окрестностях села Рябово, Зуевского района
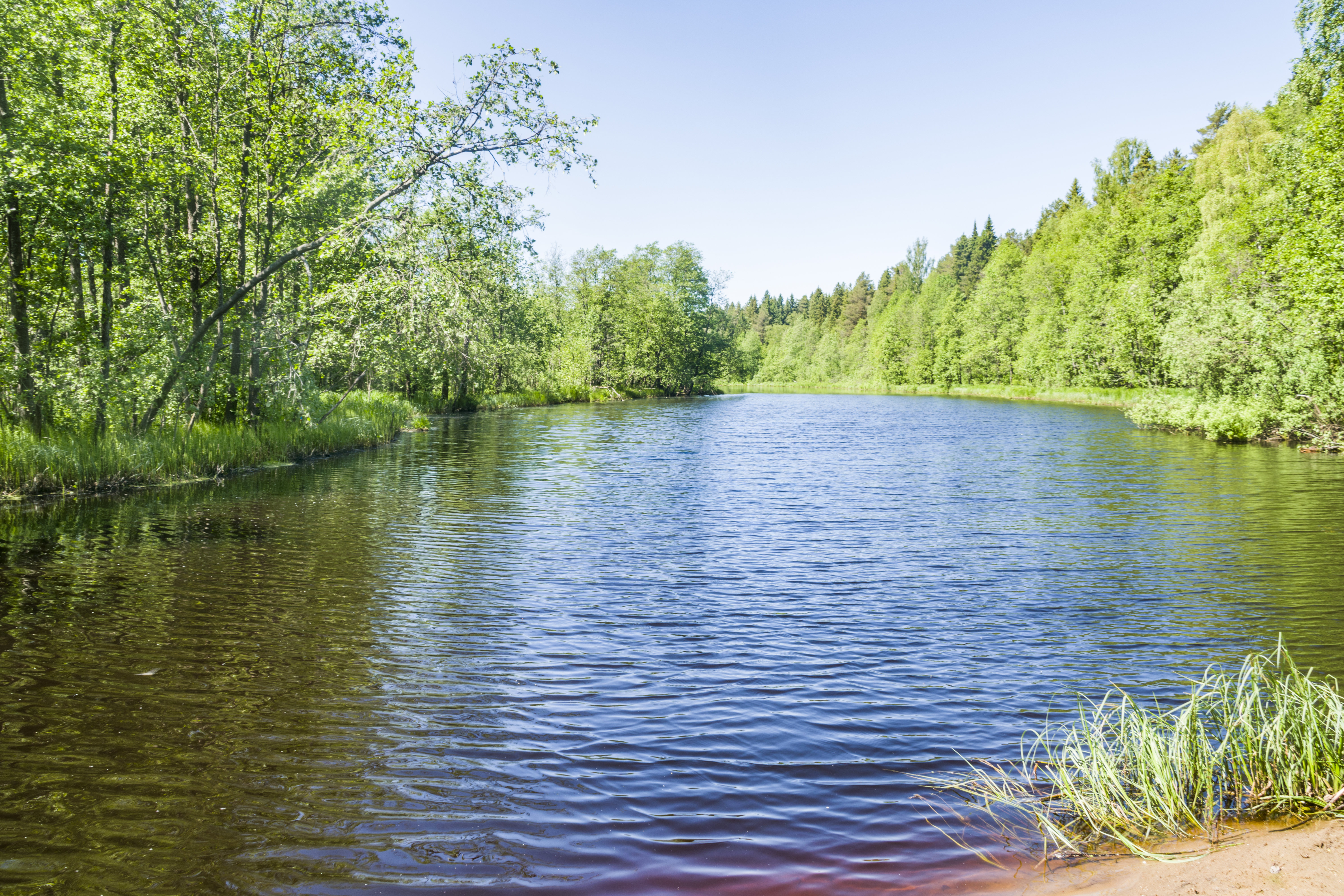
Озеро Чёрное у деревни Малая Субботиха, пойма правого берега реки Вятки между деревней Малая Субботиха и посёлком Сидоровка
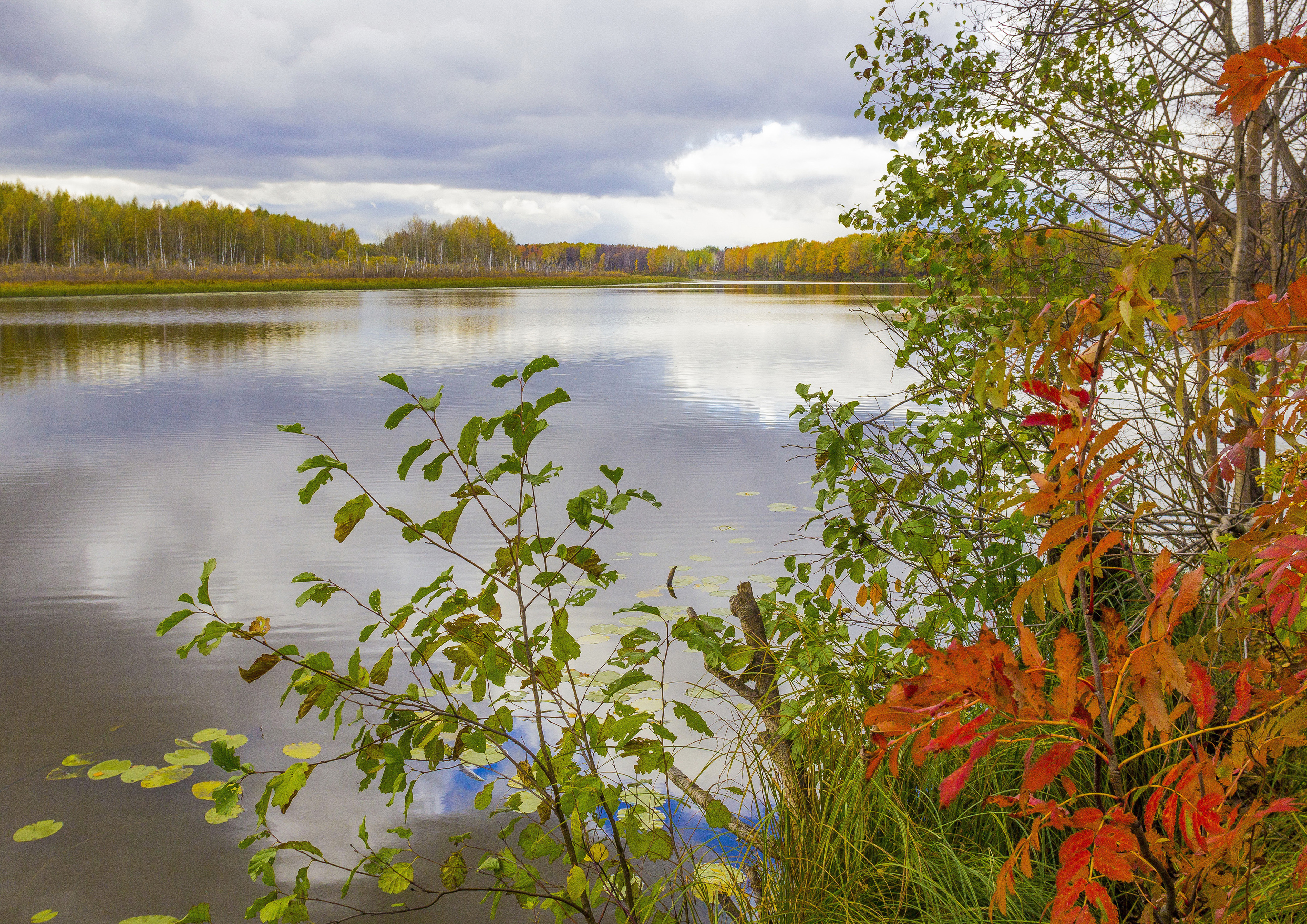
Озеро Холуново, пойма правого берега реки Вятки ниже посёлка Сидоровка
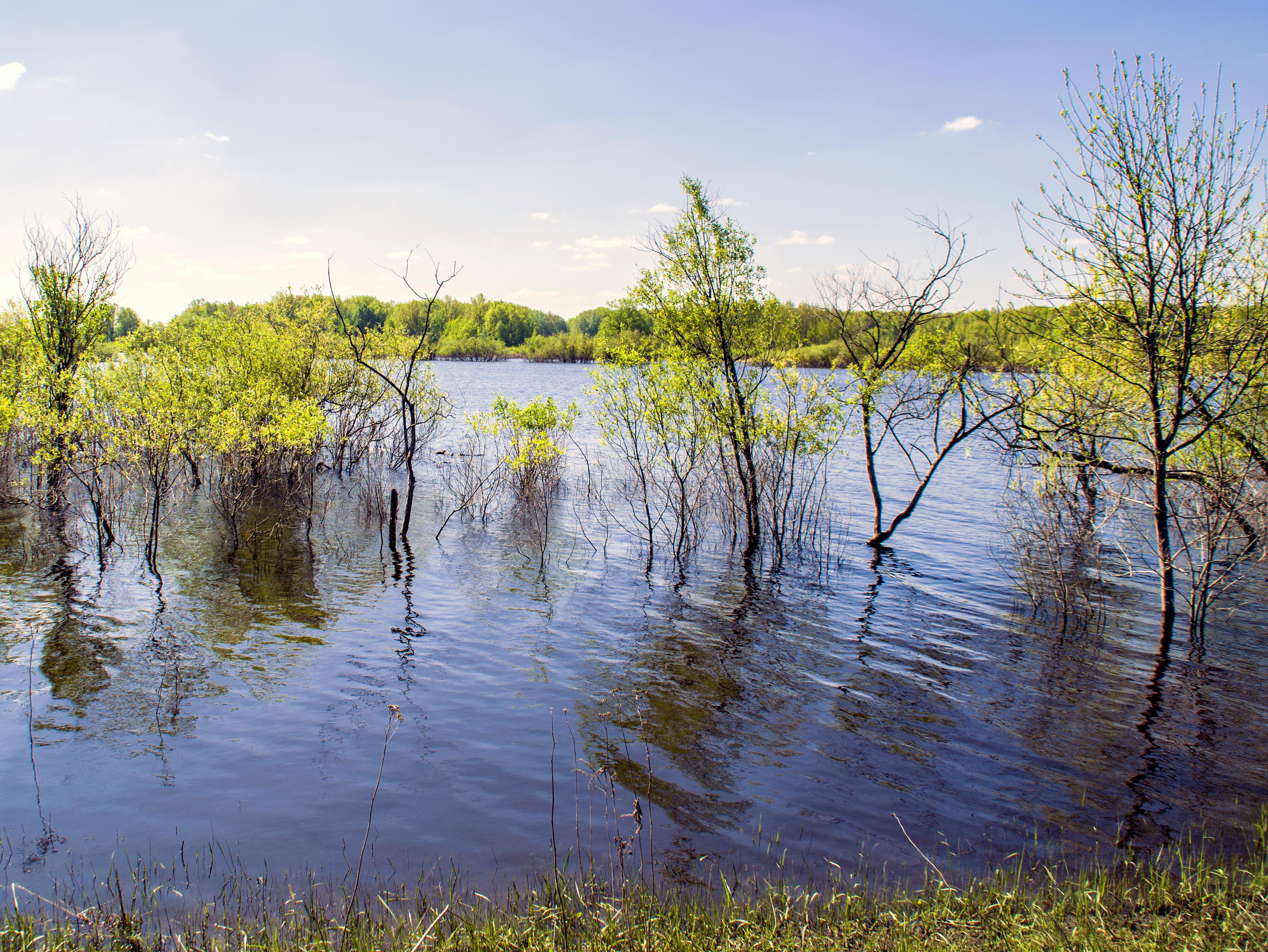
Разлив на Широковской старице, пойма правого берега реки Вятки

В области насчитывается почти 20 тысяч рек общей протяжённостью 66,65 тыс. км. Северные Увалы разделяют реки двух бассейнов — Северодвинского и Волжского. Большая часть области занята бассейном реки Вятки, впадающей в Каму на территории Татарстана. У Камы в области расположено только верхнее течение. К другим крупным протекающим в пределах области относятся реки Молома, Пижма, Луза, Кобра, Чепца.
Общее количество озёр на территории области — 4,5 тысячи. Вместе с прудами количество замкнутых водоёмов области составляет 5,5 тысячи. Самые крупные озёра: Акшубень — 85 га, Орловское — 63 га, Мусерское — 32 га. Самый глубокий водоём области — Лежнинское озеро — 36,6 м. В Уржумском районе расположено уникальное озеро Шайтан.
Характерна высокая заболоченность северной половины области. В Верхнекамском районе заболоченность достигает 40 % от общей площади. Крупнейшие болота: Волменское — 13 514 га, Саламатьевское — 10 556 га, Кайсинское — 10 517 га.

### Климат
Климат умеренно континентальный. Близость к Северному Ледовитому океану обусловливает возможность вторжения холодного воздуха. Отсюда сильные морозы зимой, заморозки и резкие похолодания в летние месяцы.
Средняя многолетняя температура января: −13,5… −15 °C, июля: +18…+20 °C. Абсолютный максимум температуры достигает +38…+40 °C, абсолютный минимум: −45… −50 °C.
В среднем за год относительная влажность воздуха 75—79 %. С октября по февраль средние месячные значения влажности — 81—89 %. В переходные месяцы года (март, сентябрь) она колеблется от 74 % до 85 %. Наиболее сухой воздух с влажностью 61—68 % бывает в мае — июне.
Область относится к зоне достаточного увлажнения. Осадки идут каждый второй день. В среднем за год по области выпадает 500—680 мм, на севере — 590—680 мм, на юге — 500—550 мм. 60—70 % осадков приходится на тёплое время года.
В течение года преобладают юго-западные и южные ветры. Средняя годовая скорость ветра достигает 3—5 м/с. Летом ветры слабее (исключая шквалы), осенью увеличиваются и в холодное время достигают максимума. Ветер обычно бывает порывистый. Порывы изредка достигают 30—40 м/с, иногда более.

### Природные ресурсы
Основу природно-ресурсного потенциала области составляют лес (в основном хвойные породы), фосфориты, торфяники, пушнина, водные и земельные ресурсы. Встречается исключительно редкий минерал волконскоит. Широко распространены месторождения торфа. Велики запасы нерудного минерального сырья: известняков, мергелей, глин, песков и гравия. В последние десятилетия на востоке области выявлены незначительные промышленные запасы нефти, а также залежи бентонитовых глин. В Верхнекамском районе находится крупнейшее в Европе Вятско-Камское месторождение фосфоритов. Область богата минеральными источниками и лечебными грязями. На территории Кумёнского района находится известный курортный посёлок Нижнеивкино, куда на лечение и отдых приезжают жители Кировской области и других регионов России.

### Особо охраняемые природные территории
Имеется 197 особо охраняемых природных территорий общей площадью 375,6 тыс. га: государственный природный заповедник федерального значения «Нургуш», три государственных природных заказника регионального значения — «Пижемский», «Былина», «Бушковский лес», 189 памятников природы регионального значения, три лечебно-оздоровительных местности. Ведутся работы по созданию национального парка «Атарская Лука».

### Экология
Состояние атмосферного воздуха по Кировской области стабильное. Наиболее интенсивное загрязнение отмечается на территории сосредоточенности промышленных предприятий и интенсивного движения транспортных средств.
Вода в реке Вятке, бассейн которой занимает большую часть территории области, отличается повышенным содержанием железа, имеющего природный характер. Наиболее высокие концентрации вредных веществ сосредоточены на участке от города Слободского до города Кирова.
В 2007 году утверждён «Перечень потенциально-опасных и критически важных объектов Кировской области», в который включено 65 объектов, из них 3 химически опасных объекта 3 класса опасности: завод минеральных удобрений Кирово-Чепецкого химкомбината, завод полимеров Кирово-Чепецкого химкомбината и комплекс объектов по хранению и уничтожению химического оружия «Марадыковский» в Оричевском районе.

## История
14 января 1929 года постановлением президиума ВЦИК на территории Нижегородской и Вятской губерний, а также незначительных территорий Владимирской и Костромской губерний создаётся Нижегородская область. 15 июля 1929 года образован Нижегородский край (с 1932 года — Горьковский), куда вошли Нижегородская область, Вотская (с 1932 года — Удмуртская) и Марийская автономные области и Чувашская АССР.
Территория бывшей Нижегородской области поделена на 4 округа — Вятский, Котельнический, Нижегородский и Нолинский. В 1930 году округа упразднены, районы переданы в прямое подчинения краевых властей. В 1930—1934 годах проводится политика по разукрупнению регионов.
7 декабря 1934 года одновременно с переименованием города Вятки в Киров на территории Горьковского края выделяется Кировский край, куда вошли 37 районов Горьковского края, Удмуртская АССР, а также Воткинский и Сарапульский районы Свердловской области.
7 декабря 1936 года в преддверии принятия Конституции РСФСР 1937 года из состава Кировского края выходит Удмуртская АССР, сам Кировский край переименован в Кировскую область. 22 октября 1937 года постановлением ВЦИК из Кировской области в Удмуртскую АССР переданы Воткинский, Сарапульский, Каракулинский и Киясовский районы. В 1941 году в состав Кировской области из Архангельской области переданы Опаринский, Лальский и Подосиновский районы.

## Органы власти
Систему органов государственной власти Кировской области составляют (согласно Уставу области):
- Губернатор Кировской области — высшее должностное лицо области;
- Законодательное собрание Кировской области — высший и единственный законодательный (представительный) орган государственной власти области;
- Правительство Кировской области — высший исполнительный орган государственной власти Кировской области;
- иные органы исполнительной власти Кировской области, образуемые Законодательным собранием и Правительством области в соответствии с Уставом и законами области.

В соответствии с Уставом, правосудие в Кировской области осуществляется:
- Кировским областным судом;
- Арбитражным судом Кировской области;
- районными (городскими) судами;
- Уставным судом Кировской области (не был сформирован);
- иными судами, создаваемыми на территории области в соответствии с федеральным законом;
- мировыми судьями.

## Население

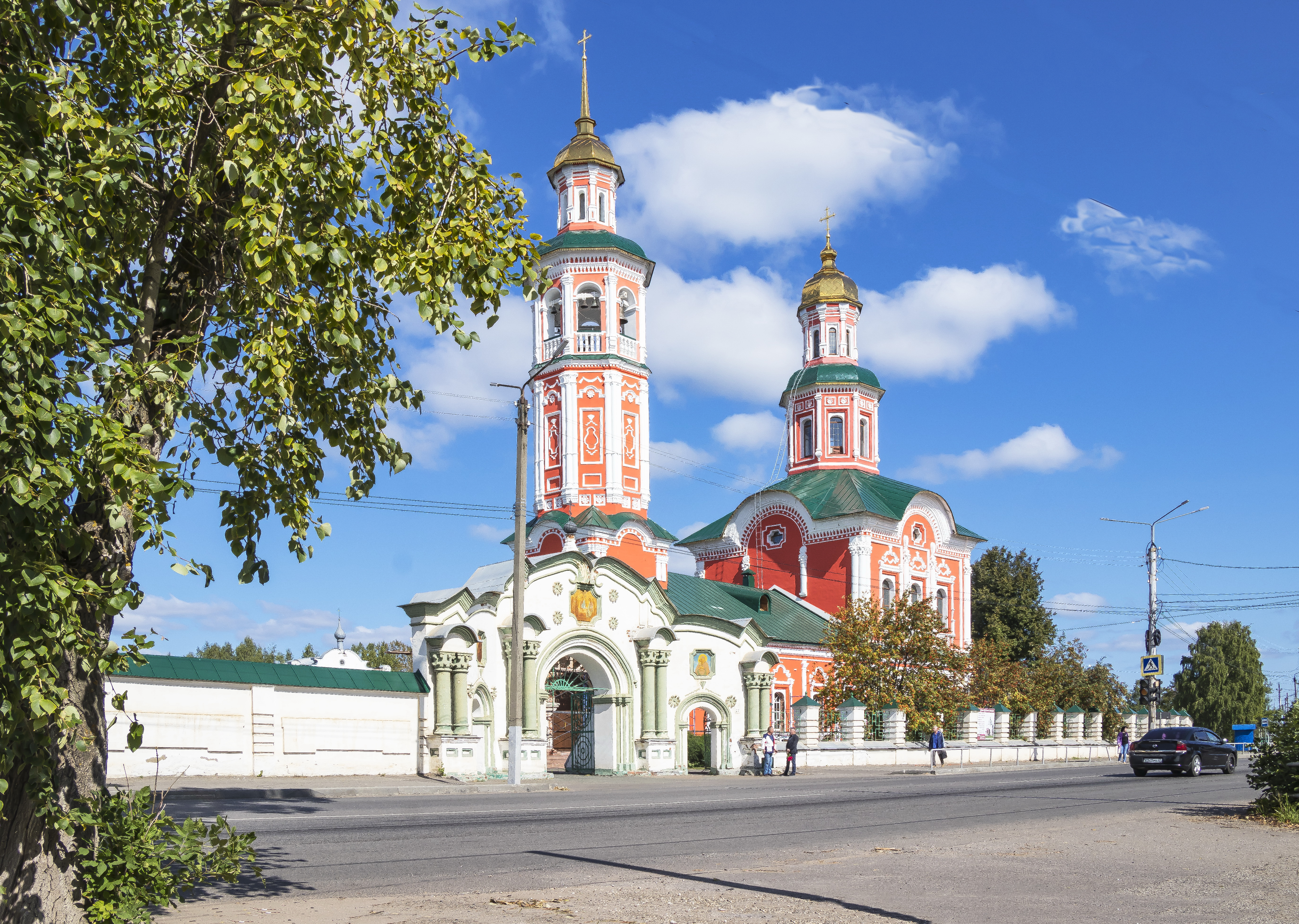
Троицкая церковь в слободе Макарье — характерный пример вятского барокко

За XX и XXI века доля населения Кировской области в населении России, составлявшая в конце XIX века 4,2 %, сократилась до менее 0,8 %.
Численность населения области по данным Росстата составляет 1 120 412 чел. (2025). Плотность населения — 9,31 чел./км2 (2025). Городское население — 
79,94 % (2022).

### Национальный состав населения
Согласно переписи населения 2010 года:
- русские — 1 199 691 чел.,
- татары — 36 457 чел.,
- марийцы — 29 598 чел.,
- удмурты — 13 639 чел.,
- украинцы — 7718 чел.,
- лица, не указавшие национальность — 35 585 чел.

### Населённые пункты
Населённые пункты с численностью населения более 6 тысяч человек
| Киров          | ↗475 871 |
| Кирово-Чепецк  | ↘63 979  |
| Вятские Поляны | ↘29 742  |
| Слободской     | ↘29 148  |
| Котельнич      | ↘20 144  |
| Омутнинск      | ↘19 629  |
| Советск        | ↘14 626  |
| Яранск         | ↘14 284  |
| Зуевка         | ↘9767    |
| Белая Холуница | ↘9659    |

| Луза      | ↘9122 |
| Вахруши   | ↘9024 |
| Кирс      | ↘8520 |
| Уржум     | ↘8210 |
| Сосновка  | ↘8428 |
| Нолинск   | ↘8262 |
| Оричи     | ↗7437 |
| Малмыж    | ↘6931 |
| Мурыгино  | ↘6279 |
| Даровской | ↘6126 |

## Административно-территориальное деление

Административная карта Кировской области

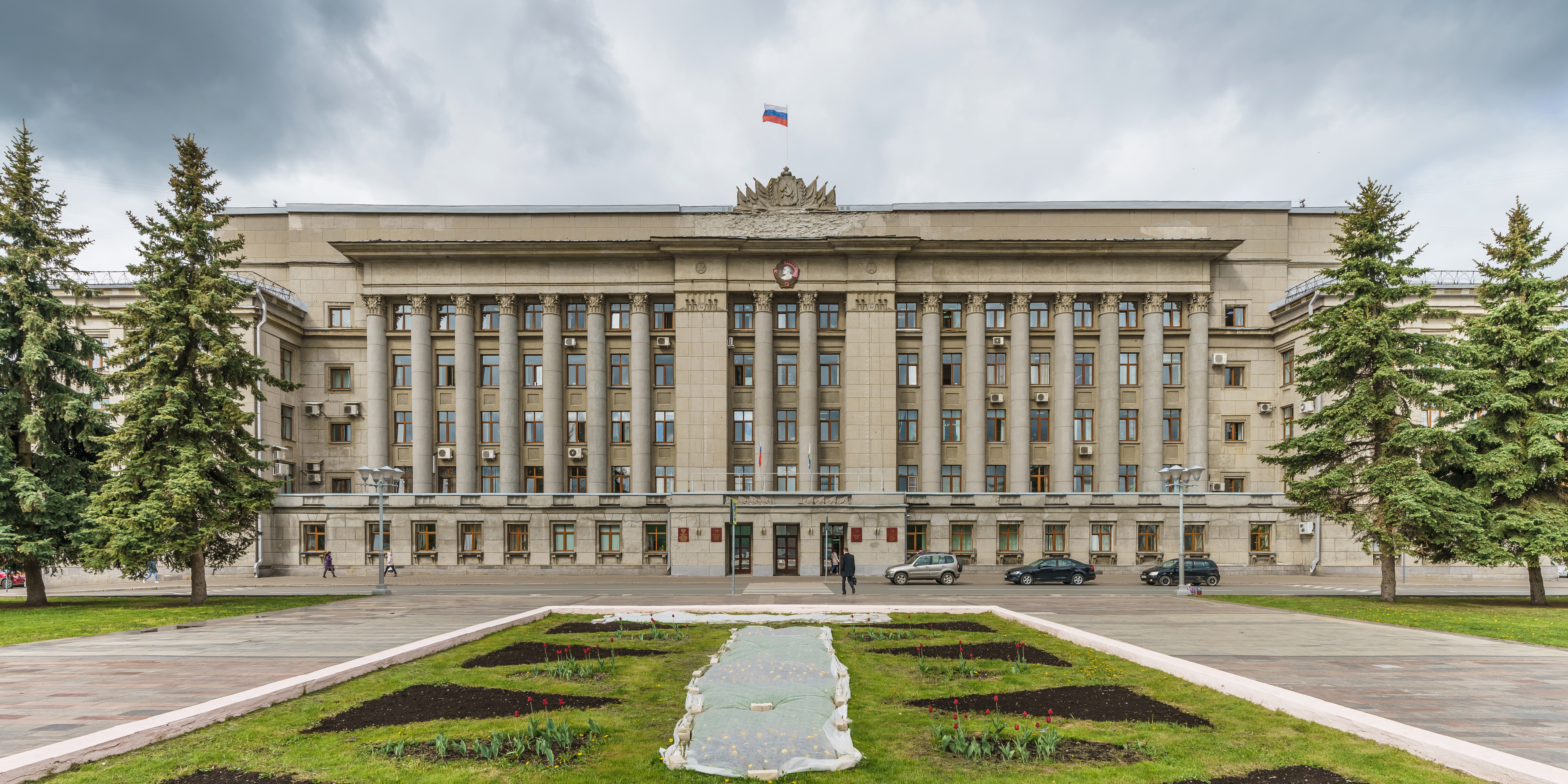
Дом Советов, в котором размещены помещения Правительства и Законодательного собрания Кировской области

Согласно Закону «Об административно-территориальном устройстве Кировской области», субъект РФ включает следующие административно-территориальные единицы:
- 39 районов
- 5 городов (городов областного значения вне состава районов)
- 1 закрытое административно-территориальное образование (ЗАТО Первомайский)

Районы делятся на сельские округа и городские населённые пункты (города (районного значения) и посёлки городского типа)
- сельские округа при этом не выделяются в составе районов, на территории которых на муниципальном уровне образованы муниципальные округа[19][20].

Административным центром Кировской области является город Киров.
Город Киров делится на 4 городских района (района города): Ленинский, Нововятский, Октябрьский, Первомайский.
В рамках муниципального устройства, в границах административно-территориальных единиц области к 1 января 2016 года образованы 365 муниципальных образований:
- 39 муниципальных районов,
- 6 городских округов,
  - 268 сельских поселений,
  - 52 городских поселения.

| №                                                                      | Название              | Население, чел. | Администра- тивный центр | Код ОКАТО |
| ---------------------------------------------------------------------- | --------------------- | --------------- | ------------------------ | --------- |
| Города областного значения (городские округа)                          |                       |                 |                          |           |
| I                                                                      | город Киров           | ↘493 691        | город Киров              | 33 401    |
| II                                                                     | город Вятские Поляны  | ↘29 742         | город Вятские Поляны     | 33 404    |
| III                                                                    | город Кирово-Чепецк   | ↘63 979         | город Кирово-Чепецк      | 33 407    |
| IV                                                                     | город Котельнич       | ↘20 144         | город Котельнич          | 33 410    |
| V                                                                      | город Слободской      | ↘29 469         | город Слободской         | 33 413    |
| Закрытое административно-территориальное образование (городской округ) |                       |                 |                          |           |
|                                                                        | ЗАТО Первомайский     | ↘5068           | пгт Первомайский         | 33 587    |
| Районы (муниципальные районы)                                          |                       |                 |                          |           |
| 2                                                                      | Афанасьевский район   | ↘11 262         | посёлок Афанасьево       | 33 203    |
| 3                                                                      | Белохолуницкий район  | ↘15 830         | город Белая Холуница     | 33 205    |
| 5                                                                      | Верхнекамский район   | ↘20 896         | город Кирс               | 33 207    |
| 6                                                                      | Верхошижемский район  | ↘7273           | посёлок Верхошижемье     | 33 208    |
| 7                                                                      | Вятскополянский район | ↘23 469         | город Вятские Поляны     | 33 210    |
| 8                                                                      | Даровской район       | ↘8643           | посёлок Даровской        | 33 212    |
| 9                                                                      | Зуевский район        | ↘17 498         | город Зуевка             | 33 214    |
| 11                                                                     | Кильмезский район     | ↘10 108         | посёлок Кильмезь         | 33 217    |
| 12                                                                     | Кирово-Чепецкий район | ↘19 893         | город Кирово-Чепецк      | 33 218    |
| 13                                                                     | Котельничский район   | ↘10 942         | город Котельнич          | 33 219    |
| 14                                                                     | Кумёнский район       | ↘14 743         | посёлок Кумёны           | 33 220    |
| 15                                                                     | Лебяжский район       | ↘5734           | посёлок Лебяжье          | 33 221    |
| 16                                                                     | Лузский район         | ↘13 425         | город Луза               | 33 222    |
| 17                                                                     | Малмыжский район      | ↘20 745         | город Малмыж             | 33 223    |
| 18                                                                     | Мурашинский район     | ↘9408           | город Мураши             | 33 224    |
| 19                                                                     | Нагорский район       | ↘6803           | посёлок Нагорск          | 33 225    |
| 20                                                                     | Немский район         | ↘5991           | посёлок Нема             | 33 226    |
| 21                                                                     | Нолинский район       | ↘16 184         | город Нолинск            | 33 227    |
| 22                                                                     | Омутнинский район     | ↘34 705         | город Омутнинск          | 33 228    |
| 23                                                                     | Опаринский район      | ↘7340           | посёлок Опарино          | 33 229    |
| 24                                                                     | Оричевский район      | ↘25 238         | посёлок Оричи            | 33 230    |
| 25                                                                     | Орловский район       | ↘9687           | город Орлов              | 33 245    |
| 26                                                                     | Пижанский район       | ↘8398           | посёлок Пижанка          | 33 231    |
| 27                                                                     | Подосиновский район   | ↘11 977         | посёлок Подосиновец      | 33 232    |
| 30                                                                     | Слободской район      | ↗31 891         | город Слободской         | 33 235    |
| 31                                                                     | Советский район       | ↘22 296         | город Советск            | 33 236    |
| 32                                                                     | Сунский район         | ↘5207           | посёлок Суна             | 33 237    |
| 33                                                                     | Тужинский район       | ↘5800           | посёлок Тужа             | 33 238    |
| 34                                                                     | Унинский район        | ↘6236           | посёлок Уни              | 33 240    |
| 35                                                                     | Уржумский район       | ↘20 419         | город Уржум              | 33 241    |
| 37                                                                     | Шабалинский район     | ↘7756           | посёлок Ленинское        | 33 247    |
| 38                                                                     | Юрьянский район       | ↘16 673         | посёлок Юрья             | 33 249    |
| 39                                                                     | Яранский район        | ↘20 336         | город Яранск             | 33 250    |
| Районы (муниципальные округа)                                          |                       |                 |                          |           |
| 1                                                                      | Арбажский             | ↘4699           | посёлок Арбаж            | 33 202    |
| 4                                                                      | Богородский           | ↘3476           | посёлок Богородское      | 33 206    |
| 10                                                                     | Кикнурский            | ↘6833           | посёлок Кикнур           | 33 216    |
| 28                                                                     | Санчурский            | ↘7222           | посёлок Санчурск         | 33 233    |
| 29                                                                     | Свечинский            | ↘6123           | посёлок Свеча            | 33 234    |
| 36                                                                     | Фалёнский             | ↘7756           | посёлок Фалёнки          | 33 243    |

## Экономика

### Промышленность
Основные отрасли промышленности: машиностроение и металлообработка; цветная и чёрная металлургия, химическая, микробиологическая, лесная, деревообрабатывающая и целлюлозно-бумажная, лёгкая, пищевая промышленность, торфяная.

### Энергетика
По состоянию на начало 2020 года, на территории Кировской области эксплуатировались 5 тепловых электростанций и одна малая ГЭС общей мощностью 972,55 МВт. В 2019 году они произвели 4309,1 млн кВт·ч электроэнергии.

### Сельское хозяйство
На 1 января 2021 года сельское население составляло 272 610 человек, или 22 % населения Кировской области.
Ведущей товарной отраслью в сельскохозяйственном производстве является животноводство, преимущественно молочно-мясного направления. Основные выращиваемые сельскохозяйственные культуры: зерновые, картофель, лён и овощи. В структуре зерновых преобладают озимая рожь и фуражные культуры. Сельскохозяйственное производство обеспечивает продовольственную безопасность области. До 20 % продукции животноводства вывозится за пределы области, в основном в северные регионы страны.
Животноводство
Ведущим направлением отрасли остаётся молочное скотоводство. Валовой надой молока в 2020 году 750 тысяч тонн или 104 % к уровню 2019 года. В среднем от коровы в сельхозорганизациях области надоено по 7950 кг молока. Произведено на убой скота и птицы 85 тысяч тонн, получено 619 млн яиц, что на 14 % больше, чем годом ранее. Поголовье племенных коров молочного направления продуктивности составляет 67 % от общего поголовья в сельхозорганизациях области (по России 34 %). Реализовано 4,8 тысяч голов молочного племенного молодняка, 65 % — за пределы Кировской области.
На 1 июня 2021 года в хозяйствах всех категорий насчитывалось 246,8 тыс. голов крупного рогатого скота (-0.3 %), в том числе 101,8 тыс. коров (+1,6 %), 238,4 тыс. голов свиней (+14,6 %), 52,2 тыс. овец и коз (+0,1 %), 2844,1 тыс. голов птицы (+6,8 %).
За 2021 год в сельхозорганизациях Кировской области произведено 733,6 тысячи тонн коровьего молока, что выше уровня 2020 года на 3,4 %. По производству молока в сельхозорганизациях пятое место по Российской Федерации. В 2021 году в сельхозорганизациях было надоено 8040 килограммов молока от одной коровы (в 2010 году — 4820, в 2015 году — 6536 килограммов).
Растениеводство
В 2022 году аграрии собрали рекордный урожай зерновых. Обмолочено 309,2 тыс. га зерновых и зернобобовых культур, намолочено 825,8 тыс. тонн зерна, при урожайности 26,7 ц/га.
Валовый сбор зерновых и зернобобовых культур в 2020 году составил 740 тыс. тонн, при урожайности 24,7 ц/га (в 2019 году 730 тыс. тонн, урожайность 26,1 ц/га). Обмолочено 299 тыс. га.
| тыс. гектар | 2810 | 2193,9 | 1838,1 | 1626,9 | 1207,9 | 853,0 | 862,8 | 827,7 |

### Транспорт
В Кирове расположен гражданский аэропорт Победилово. В 25 км от Кирова расположена посадочная площадка Кучаны, предназначенная для приёма и выпуска воздушных судов малой авиации. На посадочной площадке базируется авиакомпания «Вяткаавиа»
Через Кировскую область проходит основной пассажирский ход Транссибирской магистрали, также линия, связывающая северные регионы с Центральной Россией Киров — Котлас. Общая протяжённость железных дорог — 1098 км.
Сеть автомобильных дорог с твёрдым покрытием протяжённостью 9086 км. По территории Кировской области проходят федеральные автодороги Р176 и Р243, которые имеют выход в Республику Коми, Костромскую область, Пермский край, республики Чувашию и Марий Эл. Автодорога А123 соединяет регион с Архангельской и Вологодской областями. Вместе с тем, существует необходимость строительства дорог, соединяющих Кировскую область с другими субъектами федерации. Так, до сих пор отсутствует дорожное покрытие на границе Кировской области и Удмуртии по дороге Киров — Глазов — Пермь, из-за чего выгодный транспортный путь практически не используется.
Основной водной магистралью является река Вятка. Протяжённость эксплуатируемых водных путей по Вятке и её притокам — 1800 км.

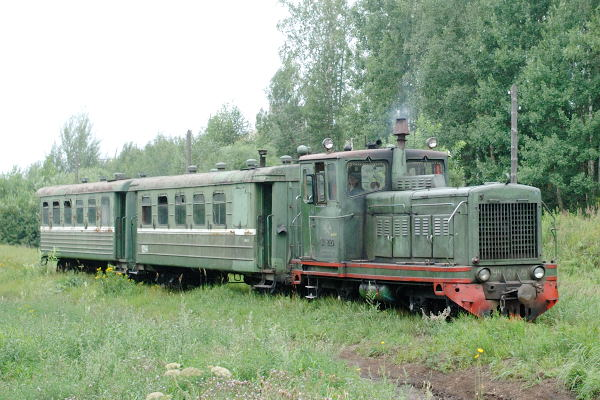
Узкоколейная железная дорога Пищальского Т/ПР.

В связи с развитием торфодобычи, на территории области была построена сеть узкоколейных железных дорог:
См. также: Действующие узкоколейные железные дороги России
- Каринская узкоколейная железная дорога;
- Созимская узкоколейная железная дорога;
- Аникинская узкоколейная железная дорога;
- Кобринская узкоколейная железная дорога;
- узкоколейная железная дорога Опаринского ЛПХ;
- узкоколейная железная дорога Дымного торфопредприятия;
- узкоколейная железная дорога Отворского торфопредприятия;
- узкоколейная железная дорога Пищальского торфопредприятия;
- узкоколейная железная дорога Гороховского торфопредприятия.

## Культура
В области расположено 3,5 тысячи памятников истории, культуры и архитектуры, на государственную охрану поставлены 883 памятника археологии, градостроительства и архитектуры, истории и искусства.
В области насчитывается 817 публичных (общедоступных) библиотек, 40 музеев (литературные дома-музеи А. С. Грина и М. Салтыкова-Щедрина, краеведческие, этнографические, естественно-научные, мемориальные и отраслевые), несколько выставочных залов, более 800 учреждений культуры.

### Конкурсы и фестивали

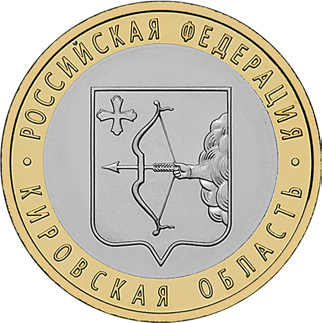
Памятная монета Банка России номиналом 10 рублей (2009)

В Кирове и области регулярно проводятся:
- Всероссийский праздник танца на приз народного артиста РФ, профессора, академика В. М. Захарова,
- Всероссийский конкурс мастеров художественного слова «Моя Россия»,
- Межрегиональный фестиваль национальных культур «Жар-птица»,
- Международный музыкальный фестиваль «Вятская весна»
- Открытый фестиваль социальных кино- и телепрограмм «Вятка»,
- Всероссийский фестиваль современной рукотворной игрушки,
- Всероссийский Васнецовский пленэр,
- Фестиваль авторской песни «Гринландия»,
- Фестиваль народных промыслов и ремёсел «Вятский лапоть»,
- «Истобенский огурец» ― фестиваль народного творчества и юмора.

### Народные промыслы
Область славится художественными народными промыслами: дымковской расписной глиняной игрушкой, изделиями из капокорня, соломки, соснового корня, дерева, лозы, вятскими кружевами, изделиями из льна с традиционной вышивкой, керамикой.

### Вятские говоры
Относятся к севернорусскому наречию. Вятские говоры неоднородны, что объясняется различным временем заселения Вятской земли русскими и характером взаимодействия с местными неславянскими говорами. Массовое заселение бассейна реки Вятки славянами началось относительно поздно, во второй половине XIV в., хотя проникновение немногочисленных групп славян на эту территорию могло быть значительно раньше. Основное ядро русских переселенцев на Вятку в период раннего её освоения составили новгородцы и выходцы из новгородских северных колоний. Коренным населением вятских земель были различные финно-угорские племена — предки удмуртов, коми, мари, а на юге — тюркские. Таким образом, русские говоры Вятского края формировались во взаимодействии с местными финно-угорскими, а также тюркскими языками (прежде всего, татарским). Древний новгородский говор на Вятке подвергся изменениям и стал существенно отличаться от материнского. Своеобразие формирования вятских говоров заключается в том, что они на протяжении длительного времени почти не вступали во взаимодействие с русскими говорами других областей, что объясняется историческими условиями. В дореволюционный период на крестьянские говоры было ничтожным влияние литературного языка. Сочетанием этих двух факторов объясняется своеобразие многих фонетических, морфологических и синтаксических особенностей местных говоров, причём некоторые из этих особенностей являются очень древними, присущими древнерусскому языку.
В области фонетики имеют следующие особенности:
- оппозиция (противопоставление) кратких и долгих звуков (как гласных, так и согласных) в результате упрощения групп согласных и выпадения йота (например, «делаат» — делает, «хвосс» — хвост);
- произношение мягкого «р» перед задненёбными согласными (четверьк, ср. рус. лит. «четверг»);
- наличие исконно мягких шипящих (ж, ш, ч) и ц (в других севернорусских говорах они отвердели);
- произношение е как и между мягкими согласными на месте -ятя (нидиля, ср. рус. лит. «неделя»).

Вятские говоры имеют следующие морфологические особенности:
- смешение окончаний дательного и творительного падежей множественного числа существительных и прилагательных;
- смешение окончаний прилагательных творительного и местного падежей в мужском и среднем роде единственного числа;
- наличие постпозитивных частиц, согласуемых в роде, числе и падеже с существительными.

## Религия

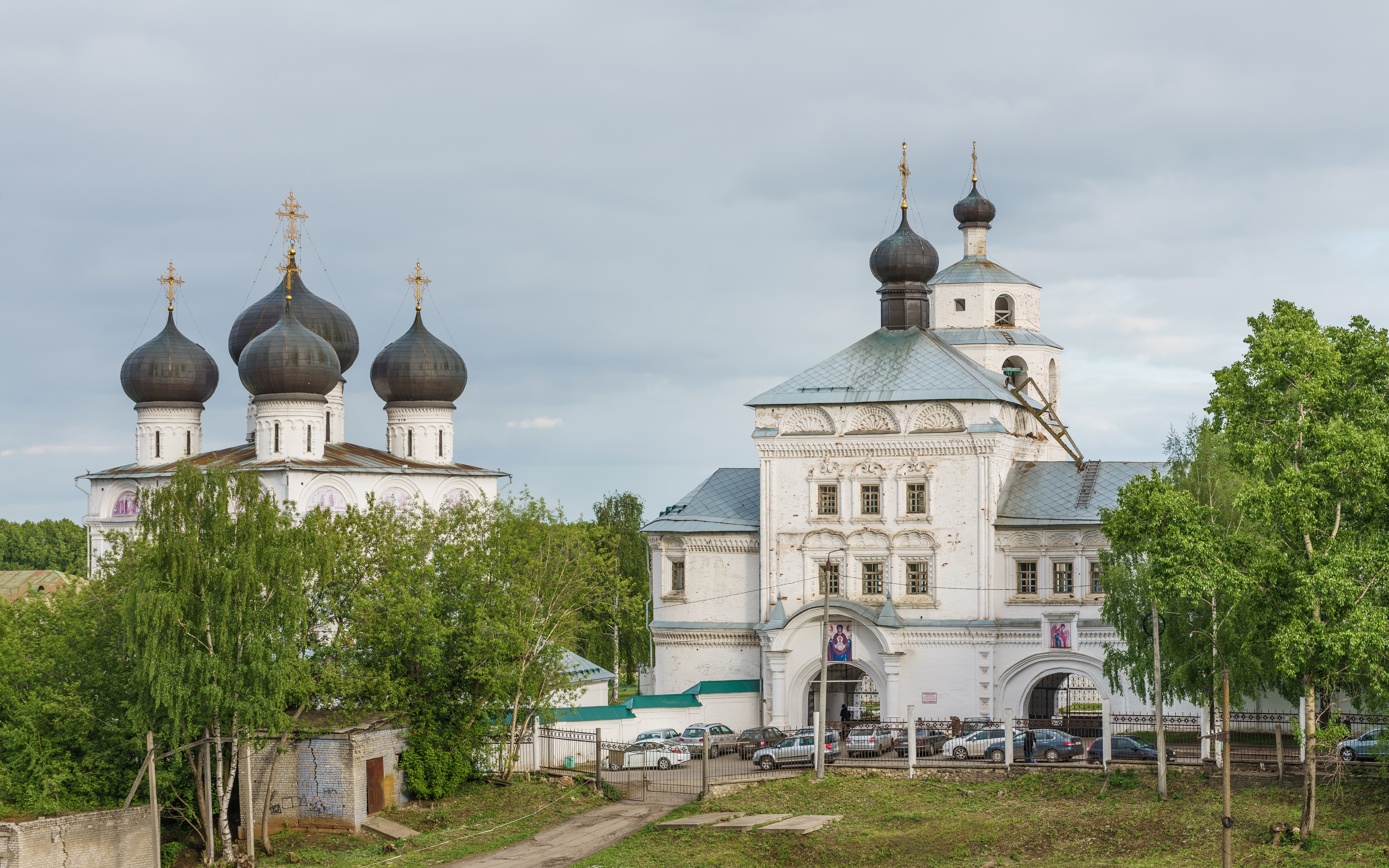
Свято-Успенский Трифонов мужской монастырь в городе Кирове.

Крупнейшая религиозная община области — православная (Вятская епархия Русской православной церкви). Наблюдается заметное количество староверов, особенно на северо-востоке (Омутнинский, Афанасьевский районы) и на юге области.
В южных районах области, граничащих с Республикой Татарстан, распространён ислам суннитского толка (Духовное управление мусульман Кировской области). К крупным также относятся армянская и иудейская религиозные общины.
Новые религиозные движения представлены общинами свидетелей Иеговы, христиан-евангелистов (пятидесятников), христиан-баптистов.

## Образование
В области насчитывается 11 учреждений (вместе с филиалами) высшего профессионального образования (данные на 16 августа 2016 года), 97 учреждений начального и среднего профессионального образования, 755 школ, 530 учреждений дошкольного образования, 135 учреждений дополнительного образования детей.

## Известные люди

### Персоналии Кировской области
- Руководители Кировской области
- Почётные граждане Кировской области
- Список кировчан — Героев Советского Союза
- Список кировчан — Героев Российской Федерации
- Список кировчан — полных кавалеров ордена Славы
- Герои Социалистического Труда Кировской области

Про известных уроженцев Вятской губернии:

### Уроженцы Кировской области
- Бакулев Александр Николаевич, — академик АН СССР, кардиохирург. Его имя носит Национальный медицинский исследовательский центр сердечно-сосудистой хирургии имени А. Н. Бакулева.
- Балахничёва Наталья Геннадьевна (род. 1974) — российская балерина, прима театра «Кремлёвский балет», народная артистка Российской Федерации.
- Братья Васнецовы: Виктор Михайлович (1848—1926) и Аполлинарий Михайлович (1856—1933) — знаменитые художники-живописцы, мастера исторической и фольклорной живописи. Виктор Михайлович создатель картин: «Витязь на распутье» (1882), «После побоища Игоря Святославича с половцами» (1880), «Алёнушка» (1881), «Иван-Царевич на Сером Волке» (1889), «Богатыри» (1881—1898), «Царь Иван Васильевич Грозный» (1897).
- Беляев Евгений Прокопьевич (1954—2003) — лыжник, Олимпийский чемпион, обладатель золотой и серебряной медалей чемпионата мира
- Буторин Тихон Иванович (1896—1958) — советский военный деятель, генерал-майор авиации (1940 год).
- Вершинин Константин Андреевич (1900—1973) — главнокомандующий Военно-воздушными силами — заместитель министра обороны СССР.
- Говоров Леонид Александрович (1897—1955) — маршал Советского Союза, 1-й главнокомандующий войсками ПВО СССР.
- Грин Александр Степанович (1880—1932) — русский и советский писатель, поэт. Автор знаменитой феерии «Алые паруса».
- Домнина Оксана Александровна (род. 1984) — российская фигуристка (танцы на льду), чемпионка мира.
- Дорофеев Анатолий Васильевич (1920—2000) — полковник, Герой России.
- Загарских Алексей Владимирович (род. 1975) — российский и казахстанский хоккеист с мячом, мастер спорта Республики Казахстан международного класса, полузащитник сборной Казахстана и ульяновской «Волги», бронзовый призёр Чемпионата Мира (2003, 2005, 2013)[35].
- Попшой Михаил Иванович (род. 1987) — молдавский политический и государственный деятель. Вице-премьер и министр иностранных дел Республики Молдова с 29 января 2024 года.
- Киров (Костриков) Сергей Миронович (1886—1934) — советский государственный деятель, первый секретарь Ленинградского обкома КПСС, чьё убийство явилось началом «большого террора» 1930-х гг. в Советском союзе, уроженец г. Уржум.
- Крупин Владимир Николаевич (род. 1941) — русский и советский писатель, секретарь правления Союза писателей России, главный редактор литературно-публицистического журнала «Москва».
- Конев Иван Степанович (1897—1973) — Маршал Советского Союза, 1-й заместитель министра обороны СССР.
- Лиханов Альберт Анатольевич (1935—2021) — русский и советский детский писатель, председатель правления Российского детского фонда.
- Любовиков Овидий Михайлович (1924—1995) — поэт-фронтовик, писатель и журналист, член Союза писателей СССР, председатель областной организации Союза писателей (1966—1988).
- Мальцев Александр Николаевич (род. 1949) — советский хоккеист, нападающий, заслуженный мастер спорта СССР, 2-кратный Олимпийский чемпион, 9-кратный чемпион мира, один из самых техничных хоккеистов в истории мирового хоккея.
- Машковцев Николай Георгиевич (1887—1962) — русский и советский искусствовед, заместитель директора Государственной Третьяковской галереи.
- Молотов Вячеслав Михайлович (1890—1986) — советский политический и государственный деятель, Председатель Совета народных комиссаров СССР, министр иностранных дел СССР.
- Муминова Фарида Шамильевна (1957—2024) — актриса кино и театра, заслуженная артистка РФ (2002), ведущая артистка Магнитогорского драмтеатра им. А. С. Пушкина, театра-студии А. Джигарханяна (Москва).
- Мышкин Владимир Семёнович (род. 1955) — советский хоккеист, вратарь, заслуженный мастер спорта СССР, Олимпийский чемпион, 6-кратный чемпион мира.
- Обухов Сергей Геннадьевич (род. 1974) — российский хоккеист (хоккей с мячом), заслуженный мастер спорта РФ, 5-кратный чемпион мира, 5-кратный обладатель Кубка мира.
- Савиных Виктор Петрович (род. 1940) — советский космонавт, 50-й космонавт СССР и 100-й — Земли.
- Самсонов Алексей Михайлович (род. 1957) — прокурор Калининградской области, прокурор Республики Калмыкия.
- Санников Григорий Александрович (1899—1969) — советский поэт, приятель Андрея Белого.
- Ситников Владимир Арсентьевич (1949—2023) — русский советский писатель. Председатель правления Кировского областного отделения Союза писателей России (с 1988 года).
- Скобов Юрий Георгиевич (1949—2024) — советский лыжник, Олимпийский чемпион, серебряный призёр чемпионата мира.
- Трефилов Андрей Викторович (род. 1969) — российский хоккеист, вратарь, заслуженный мастер спорта РФ, Олимпийский чемпион, чемпион мира.
- Чебышева Маргарита Петровна (1932—2014) — русский советский и российский поэт, педагог, член Союза писателей СССР.

### Ссыльные, заключённые и эвакуированные
- Анчаров Аркадий Александрович — член ПСР, российский революционер. В вятской ссылке в 1923—1926 годы.
- Бауман Николай Эрнестович — российский революционер, деятель большевистского крыла РСДРП, в вятской ссылке в 1899 году.
- Боровой Алексей Алексеевич — российский философ, экономист, теоретик анархизма. В вятской ссылке в 1929—1932 гг.
- Витберг Александр Лаврентьевич — создатель пропилея Александровского сада, архитектор Александро-Невского собора в Вятке.
- Герцен Александр Иванович — писатель, публицист, философ, революционер. В вятской ссылке в 1835—1837 гг.
- Гинзбург Александр Ильич — журналист, издатель. Отбывал срок в «смешанной зоне» в Вятлаге.
- Дзержинский Феликс Эдмундович — польско-русский революционер, отбывал ссылку в 1898—1899 годах сначала в Нолинске, а затем в селе Кай, откуда сбежал.
- Кибрик Борис Самойлович — член РСДРП с 1903 года, участник Уфимского совещания и Комуча (в 1923—1924 годах находился в ссылке в Вятке и в городе Слободском Вятской губернии).
- Локерман Александр Самойлович — член РСДРП с 1898 года, меньшевик, направлен в ссылку в Вятку в декабре 1923 года, где находился до июня 1926 года.
- Никифоров-Волгин Василий Акимович — русско-эстонский писатель, после аннексии Эстонии в 1940 году направлен в ссылку 24 мая 1941 года, а 14 декабря 1941 года приговорён к расстрелу.
- Окада Ёсико — японская актриса, заключённая Вятлага.
- Архимандрит Павел (Груздев) — архимандрит Русской православной церкви, старец. С 1941 по 1947 год он находился в Вятлаге (Кайский район, п/о Волосница).
- Павленков Флорентий Фёдорович — крупный книгоиздатель (в ссылке в Вятке с 1869 г. до 1877 г.). Находясь в ссылке в Вятке, составил «Наглядную азбуку для обучения и самообучения грамоте»(вышло 22 издания), получившую почётный отзыв международной педагогической конференции в Вене в 1873 году.
- Янис Райнис — латышский поэт и драматург. Находился в ссылке в Слободском в 1899—1903 гг.
- Романов Василий Никитич — брат патриарха Филарета Романова и дядя первого царя из династии Романовых — Михаила Фёдоровича. Был сослан в город Яранск в 1601 году.
- Салтыков-Щедрин Михаил Евграфович — русский писатель.
- Стрельцов Эдуард Анатольевич — советский футболист, олимпийский чемпион. Отбывал наказание в исправительной колонии № 5 в Кирово-Чепецке[36].
- Чайкин Вадим Афанасьевич — политический деятель, член ПСР. В вятской ссылке с июня по декабрь 1928 года.
- Упит Андрей Мартынович — латышский прозаик. Находился в Кирове в эвакуации в 1941—1944 гг.